# Aguda
Taizu (太祖T, TàizǔP; Manciuria, 1º agosto 1068 – 19 settembre 1123) è stato un condottiero di etnia jurchen ed il primo imperatore della dinastia Jīn.

## Biografia
Nacque con il nome Wanyan Aguda (完顏阿骨打T, Wányán ĀgǔdǎP) ed era figlio di Wanyan Helibo, capo di una delle tribù jurchen della Manciuria. Dopo aver aiutato il fratello Wanyan Wuyashu ad unificare le varie tribù jurchen agli inizi del XII secolo, Aguda gli succedette nel 1113, divenendo il nuovo capo dell'etnia unificata.
Subito iniziò a pianificare la ribellione contro l'Impero Khirten, che dominava vaste aree delle odierne Mongolia, Manciuria e Cina settentrionale ed era retto dalla dinastia Liao. La rivolta ebbe inizio nel settembre del 1114 e, dopo una serie di vittorie, Aguda si autonominò imperatore con il nome Taizu nel gennaio del 1115, fondando la dinastia Jīn. Negli anni successivi continuò la guerra contro i Liao, proseguendo la serie di vittorie che indebolirono ulteriormente i rivali.
Prima di morire strinse un'alleanza con gli imperatori della dinastia Song settentrionale, con il cui aiuto continuò a combattere i Liao. L'imperatore Taizu morì nel 1123, lasciando l'impero nelle mani del fratello Wanyan Wuqimai, che divenne sovrano con il nome Tàizōng. Quest'ultimo avrebbe definitivamente sottomesso i Liao nel 1125, con la cattura dell'ultimo imperatore Tianzuodi.